# FM Belfast
FM Belfast es un grupo islandés de música electrónica formada en 2005 en Reikiavik. La banda está formada por Lóa Hlín Hjálmtýsdóttir, Árni Rúnar Hlöðversson, Örvar Þóreyjarson Smárason, Egil Eyjólfsson, Árni Vilhjálmsson e Ívar Pétur Kjartansson.

## Historia
FM Belfast se formó a finales de 2005 como un dúo de Árni Rúnar Hlöðversson (Plúseinn) y Lóa Hlín Hjálmtýsdóttir, pero no se puso realmente en marcha hasta que se unieron Árni Vilhjálmsson y Örvar Þóreyjarson Smárason. La banda fue un proyecto de estudio durante algún tiempo hasta el festival Iceland Airwaves de 2006, cuando la banda se expandió a un acto en vivo completo. Los miembros ahora varían de 3 a 8 según la disponibilidad de los miembros. El núcleo de la banda está compuesto por Árni Rúnar Hlöðversson (Plúseinn, Hairdoctor, Motion Boys), Lóa Hlín Hjálmtýsdóttir, Örvar Þóreyjarson Smárason (Múm, Borko, Skakkamanage), Egill Eyrtajólfsson e Ívar Pétur Kjartansson. A veces se les unen Sveinbjorn Hermann Pálsson (Terrordisco), Björn Kristjánsson (Borko, Skakkamanage), Birgitta Birgisdóttir y Eiríkur Orri (múm, Kira Kira, Benni Hemm Hemm).
El show en vivo de la banda a menudo cuenta con muchos percusionistas, entre ellos Sveinbjörn Pálsson, Björn Kristjánsson (Borko), Halli Civelek, Svanhvít Tryggvadóttir, Unnsteinn Manuel Stefánsson (Retro Stefson) y Þórður jörundsson (Retro Stefson).
Su primer álbum fue grabado en Nueva York e Islandia, con el grupo grabando, mezclando y masterizándolo, y creando el arte del álbum ellos mismos.
Cuando la banda actúa, la banda suele ir acompañada de percusionistas. Estos incluyen a Unnstein Manuel Stefánsson de Retro Stefson , Egil Eyjólfsson, Björn Kristjánsson de Borko, María Hjálmtýsdóttir, Þórð Jörundsson de Retro Stefson, Svanhvíti Tryggvadóttir, Hall Civelek y Sveinbjör.
FM Belfast ha lanzado sus dos primeros álbumes: How to make friends, que se lanzó en otoño de 2008 y Don't want to sleep en junio de 2011. How to make friends fue lanzado en Europa en la primavera de 2010 por la disquera alemana Morr Music.
En 2010, la banda tocó en G! Festival en las Islas Feroe y en 2010 en el Festival de Roskilde en Dinamarca.

## Discografía

### Álbumes de estudio
- 2008 - How to Make Friends
- 2011 - Don't Want to Sleep
- 2014 - Brighter Days
- 2017 - Island Broadcast

### Sencillos
- 2008 - Lotus (Killing in the name)
- 2014 - Beint í æð
- 2017 - You're so pretty; All My Power

Artista invitado
- 2007 - Back & Spine (Kasper Bjorke con la colaboración de FM Belfast)